# Septorioza pomidora

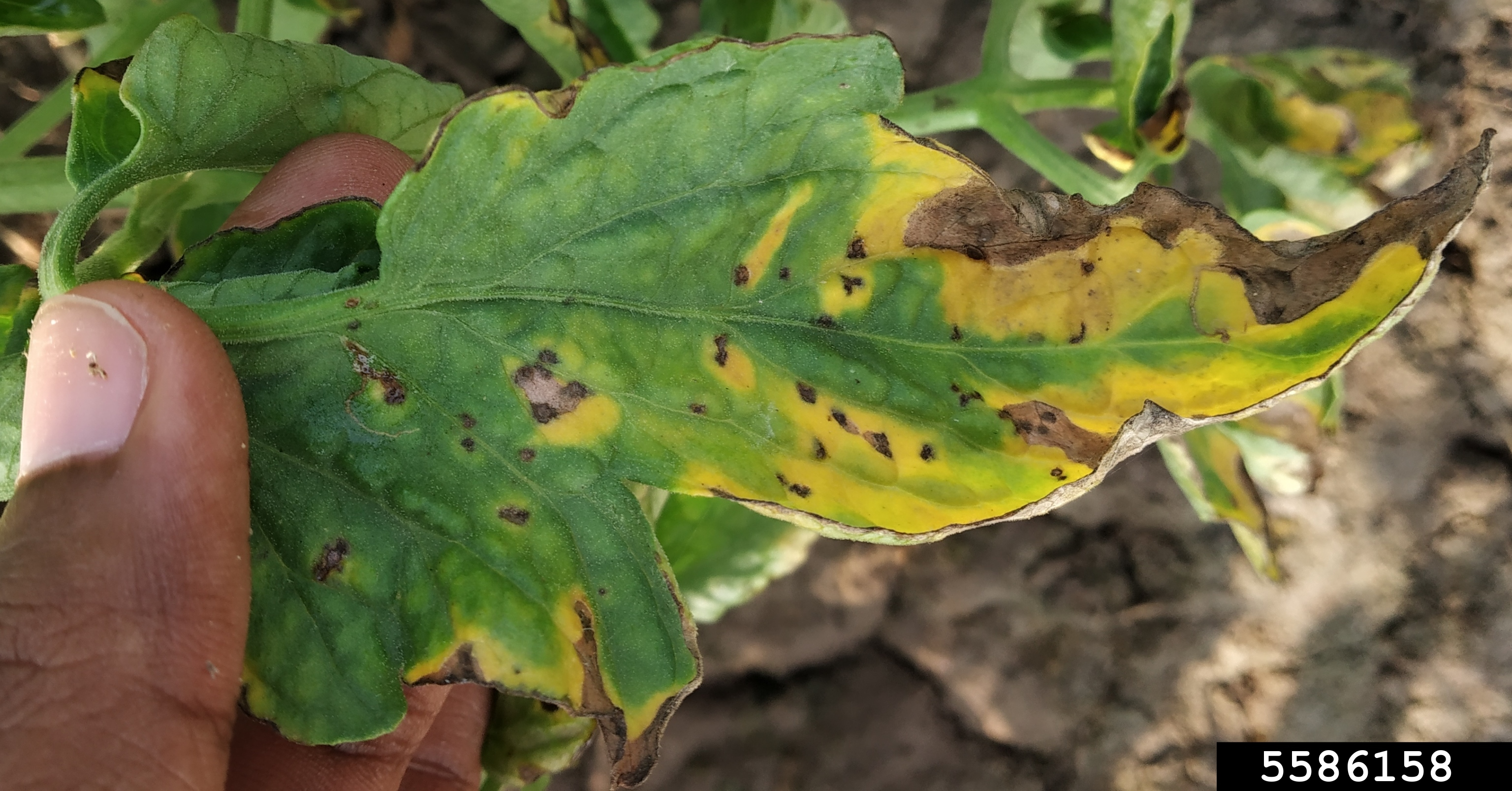
Septorioza pomidora

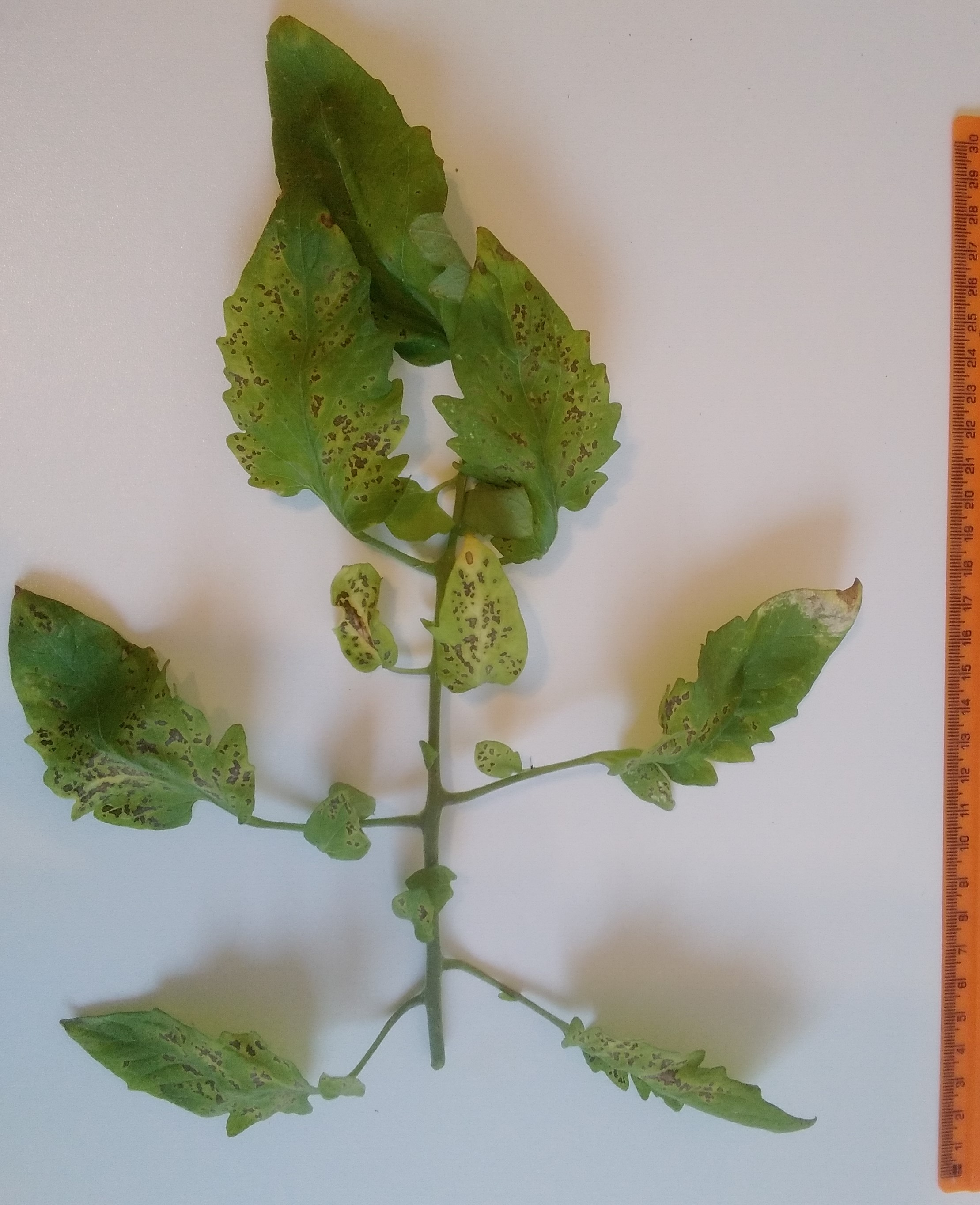
Septorioza ziemniaka

Septorioza pomidora (ang. blight of tomato, leaf spot of tomato), biała plamistość pomidora – grzybowa choroba pomidora wywołana przez Septoria lycopersici. Ten sam patogen powoduje także septoriozę liści ziemniaka.

## Występowanie i szkodliwość
Choroba występuje powszechnie we wszystkich rejonach uprawy pomidora na świecie. Powoduje zmniejszenie ilości zawiązywanych owoców oraz zmniejszenie ich wielkości.

## Objawy chorobowe
Objawy chorobowe pojawiają się na starszych, dolnych liściach i w miarę rozwoju choroby rozprzestrzeniają się na młode liście. Występują głównie na blaszkach liścia, ale także na ogonkach liściowych, działkach kielicha i na szypułkach owoców. Mają postać brunatnych plam otoczonych wąską, chlorotyczną obwódką. Na liściach plamy osiągają średnicę do 5 mm, ale zwykle są liczne i zlewają się z sobą, często zajmując znaczną część powierzchni liści. Z czasem środkowa część plam staje się białoszara, i z tego powodu choroba ta czasami nazywana jest białą plamistością pomidora. Zewnętrzne części plam ciemnieją i stają się brunatne. Na wewnętrznej części plam powstają drobne czarne punkciki. Są to pyknidia, w których powstają zarodniki grzyba. Silnie porażone liście przedwcześnie obumierają, a kwiaty opadają nie tworząc owoców. Owoce pozostają nieporażone.

## Epidemiologia
Głównym źródłem infekcji pierwotnej są zarodniki konidialne wytwarzane w pyknidiach na obumarłych częściach porażonych roślin pozostających w glebie po poprzednim sezonie wegetacyjnym. Później następują infekcje wtórne powodowane przez zarodniki wytwarzane w tym sezonie wegetacyjnym. Roznoszone są podczas deszczu wraz z kropelkami wody, lub przez owady.
Rozwojowi choroby sprzyja temperatura otoczenia 20–22 °C, wilgotność powietrza powyżej 85% i długie okresy nawilżenia roślin. Gdy rośliny rosną w zwartych plantacjach, czasami wystarczy długotrwałe zaleganie na nich rosy.

## Ochrona
Zapobiega się chorobie przez usuwanie z plantacji resztek pożniwnych i staranne ich przyorywanie, oraz stosowanie 3–4 letnich przerw w uprawie pomidora na tym samym polu. W okresie wegetacyjnym opryskuje się rośliny fungicydami ditiokarbaminianowymi (mankozeb) lub chloronitrylowymi (chlorotalonil). Skuteczne są także fungicydy stosowane przeciwko zarazie ziemniaka. Opryskiwanie nie uleczy porażonych roślin, ale zapobiegnie rozszerzaniu się choroby.